# Kordun
A  Kordun  földrajzi és történelmi régió Horvátországban. Területének legnagyobb része Károlyváros megyéhez, kis része (Gvozd község) Sziszek-Monoszló megyéhez tartozik.

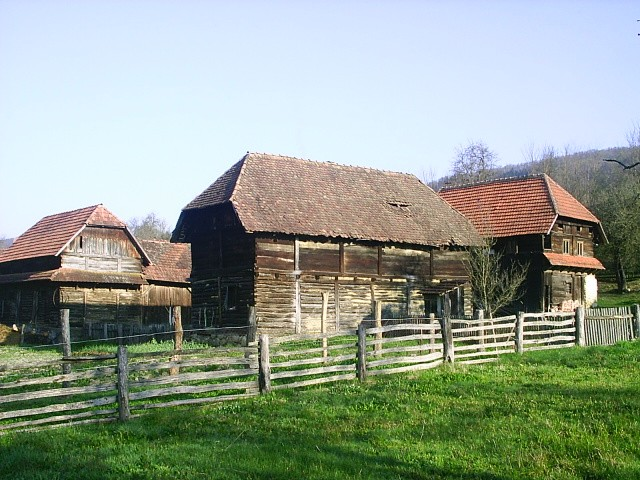
Jellegzetes korduni településrészlet

## Fekvése
Károlyvárostól délkeletre fekszik, délről Lika, nyugatról  a Korana és a  Mrežnica, északról a Kulpa, keletről a Glina és Bosznia határolja. Domborzatilag átmenetet képez a Dinári-hegység területe és Közép-Horvátország sík vidékei között. Területe többnyire dombos, általában két-háromszáz méter körüli kisebb magaslatokkal, melyek közül kiemelkedik a tájegység közepén elhelyezkedő Petrova gora. Az egész terület Károlyváros vonzáskörzetébe tartozik, amely azonban nem része a tájegységnek, melynek legnagyobb települése Szluin városa. Ma a Kordun területéhez Szluinon kívül még öt község Cetingrad, Gvozd, Krnjak, Rakovica és Vojnić tartozik. Néha ide sorolják Lasinja, Topuszka és Skakavac községek területét is. A tájegységet bővebb értelemben két részre osztják, Dél-Kordunra (Cetingrad, Rakovica és Slunj), valamint Észak-Kordunra (Gvozd, Lasinja, Topuszka, Krnjak, Vojnić és Skakavac területe)

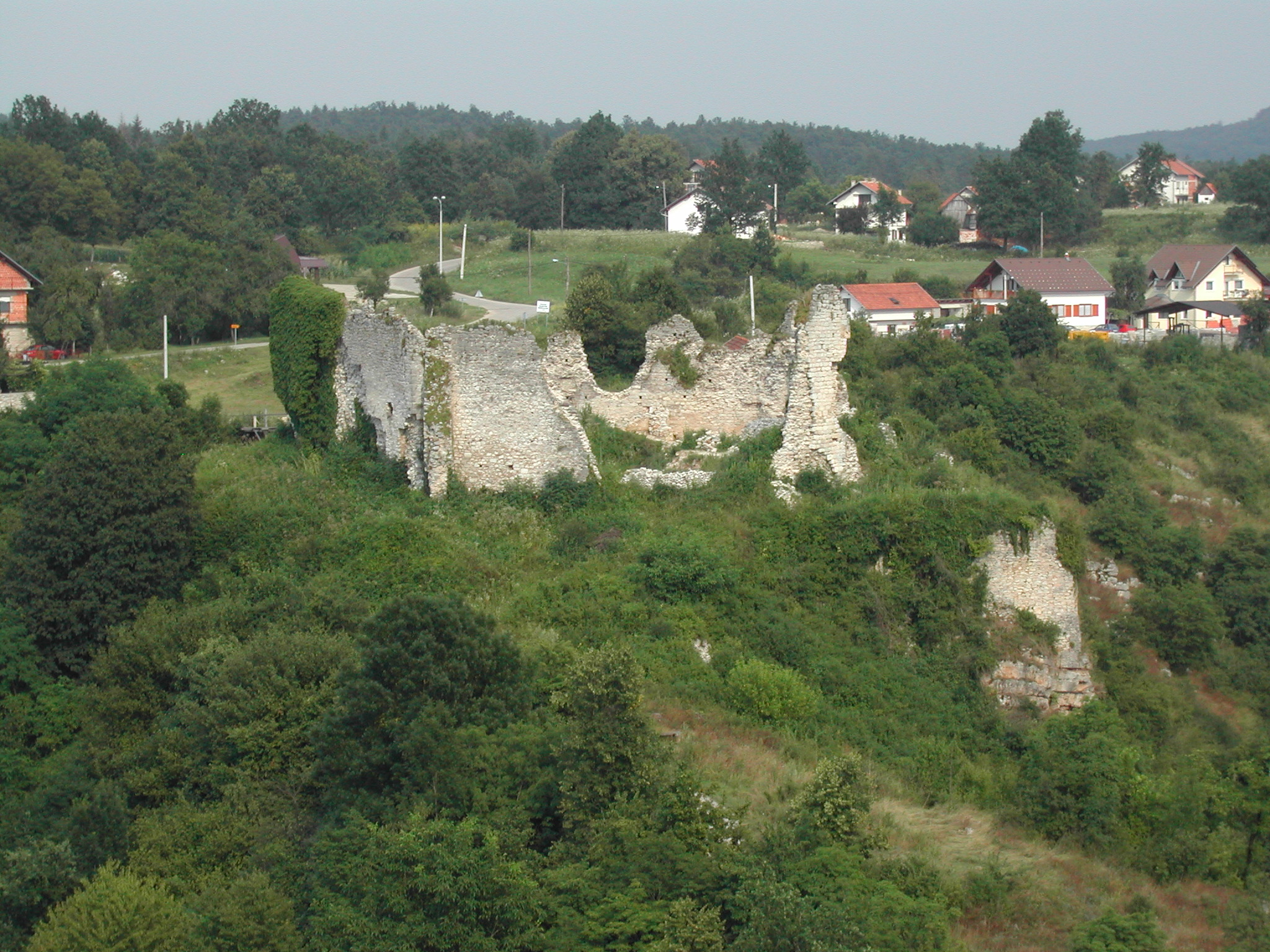
Szluin várának romjai

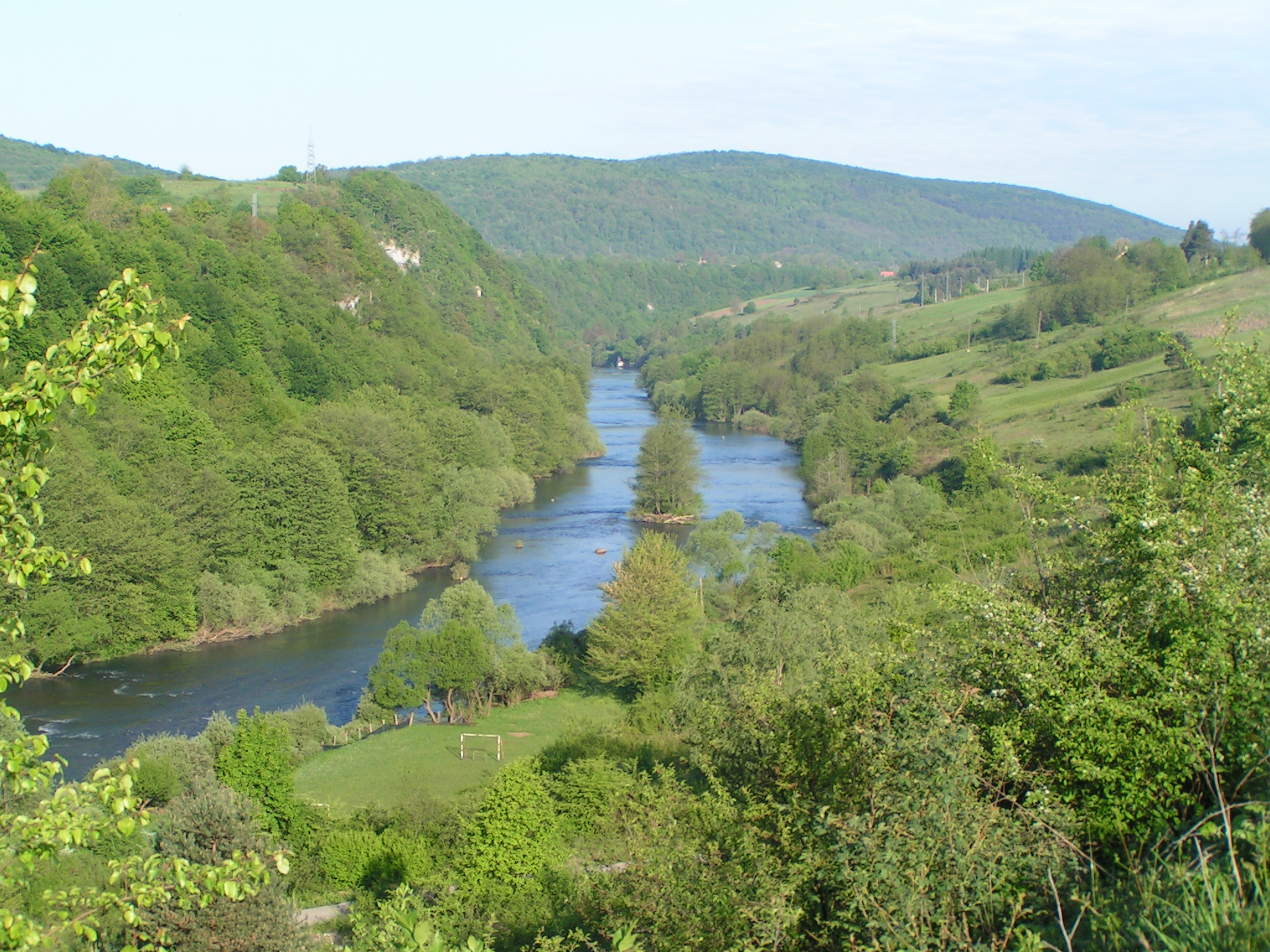
A Korana völgye Szluin közelében

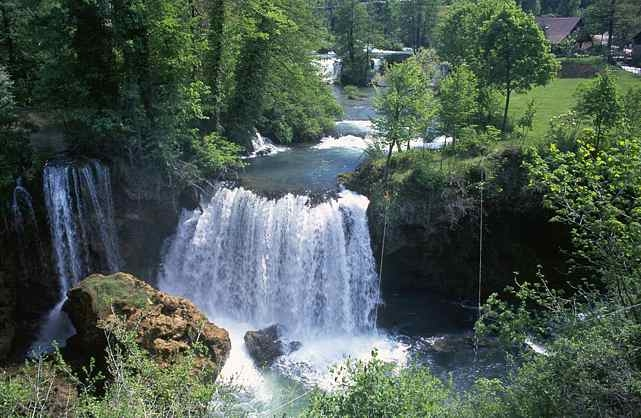
A Slunjčca vízesései Szluinnál

## Nevének eredete
A tájegység neve a francia „cordon” szóból származik, amely ebben az értelmében katonai övezetet jelent. Az elnevezés azzal függ össze, hogy ez a terület a 16. századtól a 19. század második feléig a katonai határőrvidék részeként a török elleni védelem első vonalába tartozott. Területe 1791-ben kötött diplomáciai megállapodás alapján Cetingrád és Drežnik Grad vidékével gyarapodott.

## Népessége
Kordun populációját az egész 20. század folyamán a nagyfokú kivándorlás és elnéptelenedés jellemezte, melynek fő okai a nemzetek közötti háborús konfliktusok és az elszegényedés voltak. A területen a 2001-es népszámláláskor 29.000 lakos élt. Nemzetiségi megoszlása 73% horvát, 24% szerb és mintegy 3% bosnyák volt.

## Története
A mai Kordun területe a középkorban nagy stratégiai jelentőséggel bírt, hiszen ez kötötte össze a Tengermelléket az ország többi részével. Urai a Nepilichek, majd a Babonicsok, végül a 14. századtól a Frangepánok voltak. Területe ebben az időben sűrűn lakott volt, várak, települések és kolostorok egész sora épült itt. A Frangepánok két legjelentősebb birtokközpontja Drezsnik és Szluin vára volt. A Kordun északi részének települései közül kiemelkedett a ma Topuszkához tartozó Perna, mely már 1225-ben város volt, a Slavsko Poljéhez tartozó Zlat kolostora, valamint Topuszka cisztercita apátsága.
A török támadások a 15. század elején kezdődtek ezen a területen. A bosnyák királyság bukásával a 15. század végén, valamint a vesztes korbávmezei és mohácsi csaták eredményeként drasztikus változás következett be a térség katonai helyzetében. A törökök elfoglalták Likát és Korbáviát, Likából 1527-ben török szandzsákot alakítottak ki. Szluin és a térség többi vára egy csapásra a török elleni védelem első vonalába került és stratégiai szerepe ugrásszerűen megnőtt. 1579-ben felépült a károlyvárosi erőd, ettől kezdve Szluin vára Károlyváros elővárává, a határőrvidék egyik kapitányságának székhelyévé vált. A katonai közigazgatás bevezetésével a megmaradt lakosság elveszítette korábbi szabadságjogait is, lényegében megszűnt minden gazdasági tevékenység. A terület fokozatosan elnéptelenedett. 1592-ben elesett a közeli Bihács és a hozzá tartozó Drezsnik vára is. 
A 17. és 18. század a török elleni állandó háborúskodás jegyében telt, délkeleti része török uralom alatt állt. Véglegesen csak 1788-ban Drezsnik felszabadulásával szűnt meg a térségben a török fennhatóság. A Kodunt azonban ezután sem csatolták a polgári közigazgatáshoz, még csaknem száz évig katonai igazgatás alatt maradt. Közben a 17. század elejétől megkezdődött a terület újra benépesülése. Szluin környékére főként horvát, a Petrova gora vidékére főként pravoszláv szerb lakosság érkezett, akik feladata elsősorban a határőrség létszámának biztosítása és a török elleni védelem volt. A katonai közigazgatás 1881-ben szűnt meg. Ekkor a területet Modrus-Fiume vármegyéhez csatolták. A lakosság, mely korábban kizárólag katonai feladatokat látott el kényszerűen áttért a mezőgazdaságra. A 19. század végén megkezdődött a lakosság tömeges kivándorlása, mely a 20. században is folytatódott. A II. világháború és a délszláv háború etnikai jellegű túlkapásai újabb tömeges meneküléshez vezettek és a menekültek többsége már nem is tért vissza szülőföldjére. A területet ma is a fokozatos elnéptelenedés jellemzi.

## Külső hivatkozások
- A régió weboldala
- A Kordun története
- A korduni szerb közösség honlapja
- Várak a Kodun déli részén